# Jan Filips Eugeen van Merode

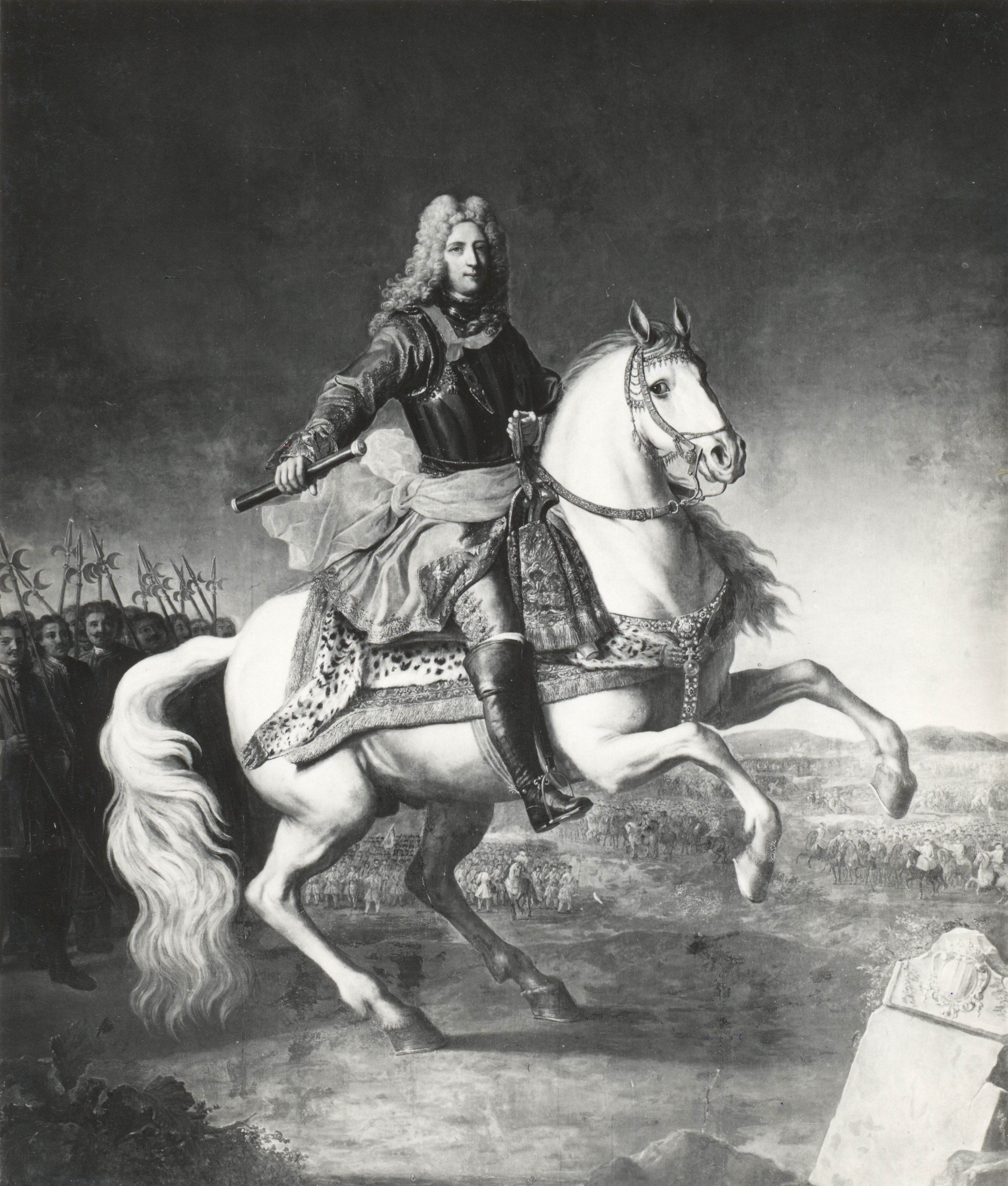
Ruiterportret van Jan-Filips-Eugeen van Merode als Veldmaarschalk door Jacques van Schuppen

Jan Filips Eugeen van Merode (Brussel, 22 juni 1674 - Merode, 12 september 1732) was een vooraanstaand edelman en legeraanvoerder in de Zuidelijke Nederlanden en het Rijnland uit het huis Merode. Zijn volledige titulatuur luidde: Graaf van Merode en van het Heilig Rijk, 5de Markies van Westerlo, Graaf van Montfort, Olen en Batenburg, Baron van Pietersheim, Steyn en Quabeek, Heer van Geel, Herselt, Hulshout, Odenkirchen, en Ridderkirchen. Erfburggraaf van het Aartsbisdom Keulen, Grande van Spanje van eerste klasse, Lid van de raad van State en van Oorlog, Kapitein van de Brabantse lijfwacht van zijne Keizerlijke en Katholieke Majesteit, Ridder van het Gulden Vlies, en Kamerheer en Veldmaarschalk des Keizers.

## Leven
Jan Filips Eugeen van Merode was het enige overlevende kind van Maximiliaan van Merode (de zoon van Anna Maria Sidonia van Bronckhorst-Batenburg-Steyn) en Isabella-Margaretha van Merode. Zijn ouders waren zeer naaste verwanten (oom en nicht) en waren gehuwd met pauselijke dispensatie in een wanhoopspoging om met hun huwelijk de erfenis bijeen te houden en zo de familie van het bankroet te redden. Een jaar na zijn geboorte stierf zijn vader en naderhand trad zijn moeder in het huwelijk met de hertog van Hollstein-Retwisch. Deze legeraanvoerder stuurde de jonge Jan Filips Eugeen in de richting van een militaire carrière. Reeds als vijftienjarige woonde hij de veldslag bij in het Noord-Afrikaanse Oran tegen de sultan van Marokko. In de loop van zijn carrière zou Van Merode onder heel wat verschillende vorsten dienen. In de woelige jaren van de Spaanse Successieoorlog moest Jan Filips Eugeen soms noodgedwongen het andere kamp kiezen om zijn heerlijkheden te kunnen behouden. Achtereenvolgens diende hij met zijn regiment (het zogenaamde 'Regiment van Westerloo') onder de Stadhouder Willem III, de Spaanse koning Karel II, de nieuwe Spaanse koning Filips V, Maximiliaan II Emanuel van Beieren en de Habsburgs/Oostenrijkse keizers Leopold I, Jozef I en Karel VI. Aanvankelijk verloopt zijn militaire carrière voorspoedig. In 1694 wordt hij verheven tot ridder in de Orde van het Gulden Vlies. Het succes dat hij boekte met zijn regiment in de veldslag bij Ekeren in 1703 leverde hem de titel van veldmaarschalk op. De slag bij Höchstädt in 1704 was wellicht een dieptepunt in zijn militaire carrière. Hij ontsnapte er ternauwernood aan de dood en verloor de veldslag aan de zijde van de Fransen onder het opperbevel van Tallard en Marsin.
Van Merode trok zich meer en meer terug op zijn kastelen in Westerlo, Pietersheim en Merode waardoor zijn carrière enigszins stagneerde. In 1711 werd hij nog benoemd tot kamerheer en veldmaarschalk van Karel VI, maar later viste hij achter het door hem geambieerde gouverneurschap van Luxemburg. Door zijn onverzettelijk en moeilijk karakter raakte hij in conflict met belangrijke persoonlijkheden zoals Eugenius van Savoye en de Markies van Prié. Uit de heerlijkheden die hij bestierde kwamen zoveel klachten over machtsmisbruik dat de procureur-generaal bij de Grote Raad van Mechelen in 1724 een strafonderzoek naar hem opende, dat weliswaar tot niets leidde.

## Huwelijk en kinderen
Door zijn huwelijken trachtte de veldmaarschalk allianties aan te knopen met andere invloedrijke Europese huizen. Door de grote schuldenlast die hij had geërfd van zijn ouders was de bruidsschat ook een financiële opkikker voor de allesbehalve rooskleurige financiële situatie van de Markies. Zijn eerste huwelijk sloot hij in Bayonne in 1701. In deze periode koos hij nog resoluut de kant van de Spaanse Bourbons. Hij huwde met Maria Theresia de Aragon y Pignatelli, de dochter van de Nicolas Pignatelli, hertog van Monteleone en Terranova en onderkoning van Sardinië. Het grootste deel van de royale bruidsschat van deze prinses ging verloren bij een schipbreuk voor de monding van de Westerschelde. Op de heenreis werd hij in het kasteel van Fontainebleau ontvangen door Lodewijk XIV de grootvader van zijn nieuwe vorst Filips V van Spanje. Op de terugreis naar de Nederlanden bezocht hij met zijn jonge bruid het kasteel van Versailles waar zij getuigen waren van het schouwspel van de prachtige tuinen met de spuitende fonteinen. Maria-Theresia schonk hem drie kinderen waaronder één zoon. Alleen de oudste dochter Isabella Marie (1703-1780) overleefde haar prille kinderjaren en trouwde later met de Boheemse Graaf Czernin. Maria-Theresia overleed aan de pokken op 9 augustus 1718. Ze werd bijgezet in de familiecrypte onder de kerk van Westerlo.
Van Merode huwde op 29 september 1721 opnieuw met Charlotte Wilhelmine Amalie Alexandrina van Nassau-Hadamar (21 september 1703 - 25 september 1740), dochter van Frans Alexander de laatste vorst van Nassau-Hadamar. Het huwelijk vond plaats in de waterburcht Pietersheim. Zij schonk hem talloze kinderen die de volwassen leeftijd bereikten:
- Jan Willem van Merode (16 juni 1722 - 7 januari 1763) trouwde met Eléonore de Rohan, prinses van Rohan-Rochefort (1728-1792)
- Johanna Christina van Merode (7 mei 1724 - ?), werd kanunnikes in Maubeuge.
- Marie Elisabeth Félicité van Merode (2 juli 1728 - ?), werd kanunnikes in Thorn.
- Filips Maximiliaan van Merode (4 juli 1729 - 25 januari 1773) trouwde met Marie Catherine Josephe van Merode (1743-1794) de dochter van Maximiliaan Leopold van Merode (1710-1773) 3e prins van Rubempré en Catharine Ocremans
- Maria Theresia van Merode (8 juni 1730 - ?)
- Maria Josepha van Merode (21 februari 1730 - 20 januari 1767, Ronse)

De oudste zoon Jan Willem bleef kinderloos en de lijn Merode-Westerloo werd voortgezet door de tweede zoon Filips Maximiliaan. Zijn huwelijk met een verre verwante uit de tak Merode-Montfort bracht de sinds eeuwen gescheiden takken en goederen weer samen. Via een goede huwelijkspolitiek zouden de Merodes zich losmaken van de aanzienlijk schuldenberg die de veldmaarschalk had achtergelaten.
Charlotte werd bijgezet in de grafkelder van Nassau-Hadamar. Jan Filips werd bijgezet in Lanaken.

## Adellijke levensstijl

Het wapen van Van Merode

In het tweede en derde decennium van de 18de eeuw ging de veldmaarschalk zich meer en meer toeleggen op de verfraaiing van zijn kastelen en parken en op het aanleggen van een bibliotheek en een kunstcollectie. Zoals gezegd stagneerde zijn publieke carrière en bracht hij meer tijd door op zijn landgoederen. Hij schreef er onder meer zijn beroemde memoires of ‘Souvenirs’ die meer dan een eeuw later door zijn achterkleinzoon Henri I de Merode in een ‘gekuiste’ versie werden uitgegeven. Deze memoires geven een beeld van het politieke en militaire leven in de woelige jaren van de Spaanse Successieoorlog en de vroege jaren van het Oostenrijks bewind.
Hoewel hijzelf geen degelijke opleiding had genoten en allesbehalve als een intellectueel kon worden beschouwd stelde de veldmaarschalk een aanzienlijke bibliotheek samen en correspondeerde hij met vooraanstaande denkers en geleerden van zijn tijd zoals de Duitse wiskundige Gottfried Wilhelm Leibniz. Uit de persoonlijke correspondentie blijkt echter dat de bibliofilie van de Veldmaarschalk niet zozeer was ingegeven door intellectuele motieven maar eerder omwille van representatieve doeleinden. Ondanks zijn aanhoudende geldgebrek spendeerde de Markies enorme bedragen aan boeken, meubelen, snuisterijen, juwelen en kleding. Daarbovenop kwamen nog eens de kosten voor het in stand houden van zijn regiment, zijn hofhouding en het beheer van zijn domeinen. Ondanks de protesten van zijn Ierse rentmeester Hennessy spendeerde de Veldmaarschalk enorme sommen aan de aanleg van een net van dreven rond het dorp en het kasteel van Westerlo. Hier liet hij ook een park aanleggen met een ‘Grand Canal’ een langwerpige waterpartij naar het voorbeeld van Versailles. Om het kasteel en het park op te luisteren met beeldhouwwerken en poorten deed hij een beroep op de Antwerpse bouwmeester en beeldhouwer Jan Pieter van Baurscheit de Oude. Ook de wandtapijten en schilderijen die hij bestelde moesten uiting geven aan de invloed en het hoogadellijke karakter van zichzelf en zijn geslacht. Bij de Brusselse schilders Augustin Coppens en Jan Van Orley bestelde hij ontwerpen voor wandtapijten die zijn bezittingen en kastelen weergeven omringd door trofeeën en personificaties van de deugden. Op een van de tapijten die werden geweven door Judocus de Vos is zijn eerste vrouw voorgesteld als personificatie van de Fortitudo.
Later liet hij door de Weense hofschilder Jacques van Schuppen een monumentaal ruiterportret van hemzelf schilderen. Dit werk prijkt vandaag nog in de grote eetzaal van het kasteel van Westerlo. Aan Van Schuppen gaf hij ook de opdracht een familieportret uit te voeren met zijn tweede vrouw en de kinderen. De schilder reisde vanuit Wenen naar Merode om voorstudies te maken. Het doek werd echter niet door hem voltooid omdat de Veldmaarschalk weigerde te betalen!

## Voetnoten
1. ↑  Klaas Van Gelder, "Machtsmisbruik, collectieve actie en heerlijk gezag in het Land van Westerlo: het politieke proces tegen Jean Philippe Eugène de Merode in 1724", in: Pro Memorie, 2021, nr. 1, p. 32-56. DOI:10.5117/PM2021.1.003.GELD

- Bibliothèque nationale de France: cb13542024r (data)
- Biografisch Portaal: 34672609
- Gemeinsame Normdatei: 120923866
- International Standard Name Identifier: 0000 0001 1063 3192
- Library of Congress Control Number: n98032954
- Nationale Bibliotheek van Israël: 987007453083605171
- Nationale Bibliotheek van Polen: a0000001851211
- Nederlandse Thesaurus van Auteursnamen: 070059314
- Virtual International Authority File: 54309520
- WorldCat: E39PBJrgJqwqYbH9dCM469mKh3